# Landsarkivet i Lund

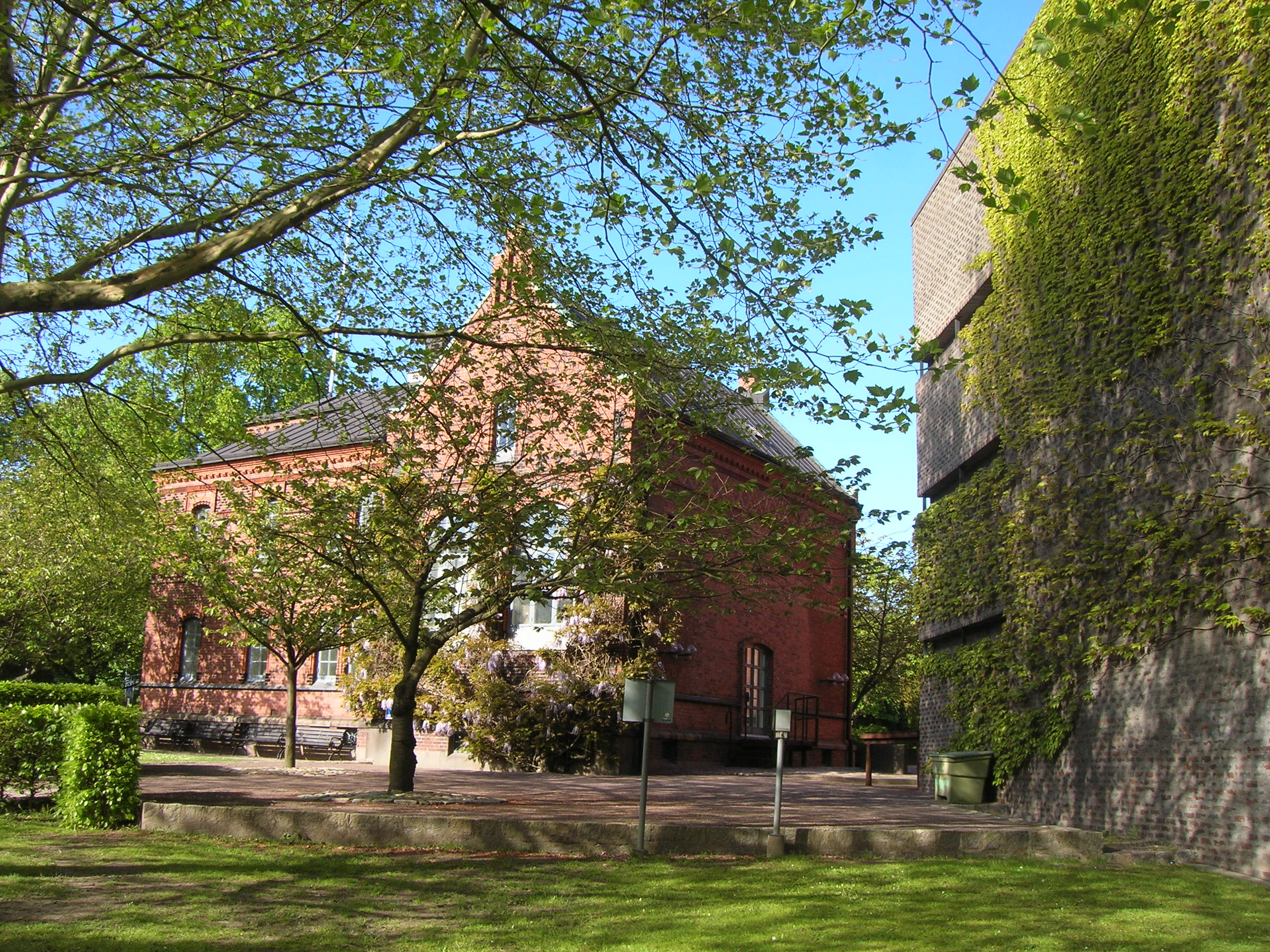
Landsarkivet i Lund, den ursprungliga byggnaden i mitten, tillbyggnaden till höger.

Landsarkivet i Lund (LLA) var ett av Sveriges tio landsarkiv och hade primärt ansvar för arkivhandlingar från regionala statliga arkivbildare inom Blekinge län, Skåne län och Hallands län. Arkiven rymde även enskilt arkivmaterial såsom gods- och gårdsarkiv, privatarkiv och företagsarkiv. Liksom övriga landsarkiv utgjorde Landsarkivet i Lund tidigare en egen myndighet men uppgick 1 januari 2010 i Riksarkivet.
Landsarkivet i Lund tillkom 1903, bland annat på initiativ av historikern Martin Weibull vars son Lauritz Weibull blev dess förste chef (landsarkivarie).
Från och med 2013 är såväl verksamhet som arkivbestånd helt förlagda till Arkivcentrum Syd på Gastelyckan utanför staden. De ursprungliga lokalerna vid Arkivgatan i centrala Lund, ritade av Carl Möller, och det senare tillbyggda magasinet av Bernt Nyberg, uppfört 1968–1971, övertogs av Lunds nation och byggdes om till studentbostäder 2014. En ny byggnad uppfördes även i samband med omvandlingen till studentbostäder.
I Riksarkivets omorganisation 2020 slogs Landsarkivet i Lund och Landsarkivet i Göteborg samman till i en organisatorisk enhet, enheten Göteborg-Lund. Omorganisationen innebar att titeln Landsarkivarie upphörde.

## Landsarkivarier i Lund
- 1903–1919 - Lauritz Weibull
- 1919–1946 - Carl Gustaf Weibull
- 1946–1954 - Karl Mellander
- 1955–1961 - Birger Lundberg
- 1961–1984 - Seved Johnson
- 1984–1996 - Anna Christina Ulfsparre (tillförordnad sedan 1977)
- 1996–2009 - Jan Dahlin
- 2009–2012 - Lars Jörwall
- 2012–2020 - Göran Kristiansson

## Byggnader

### De äldre byggnaderna
De två ursprungliga röda tegelbyggnaderna ritades av Carl Möller och stod klara 1903. En större som fungerade som magasinsbyggnad och en mindre innehöll administrationen. Fasaden pryds av stora bågformade fönster i dubbelhöjd.

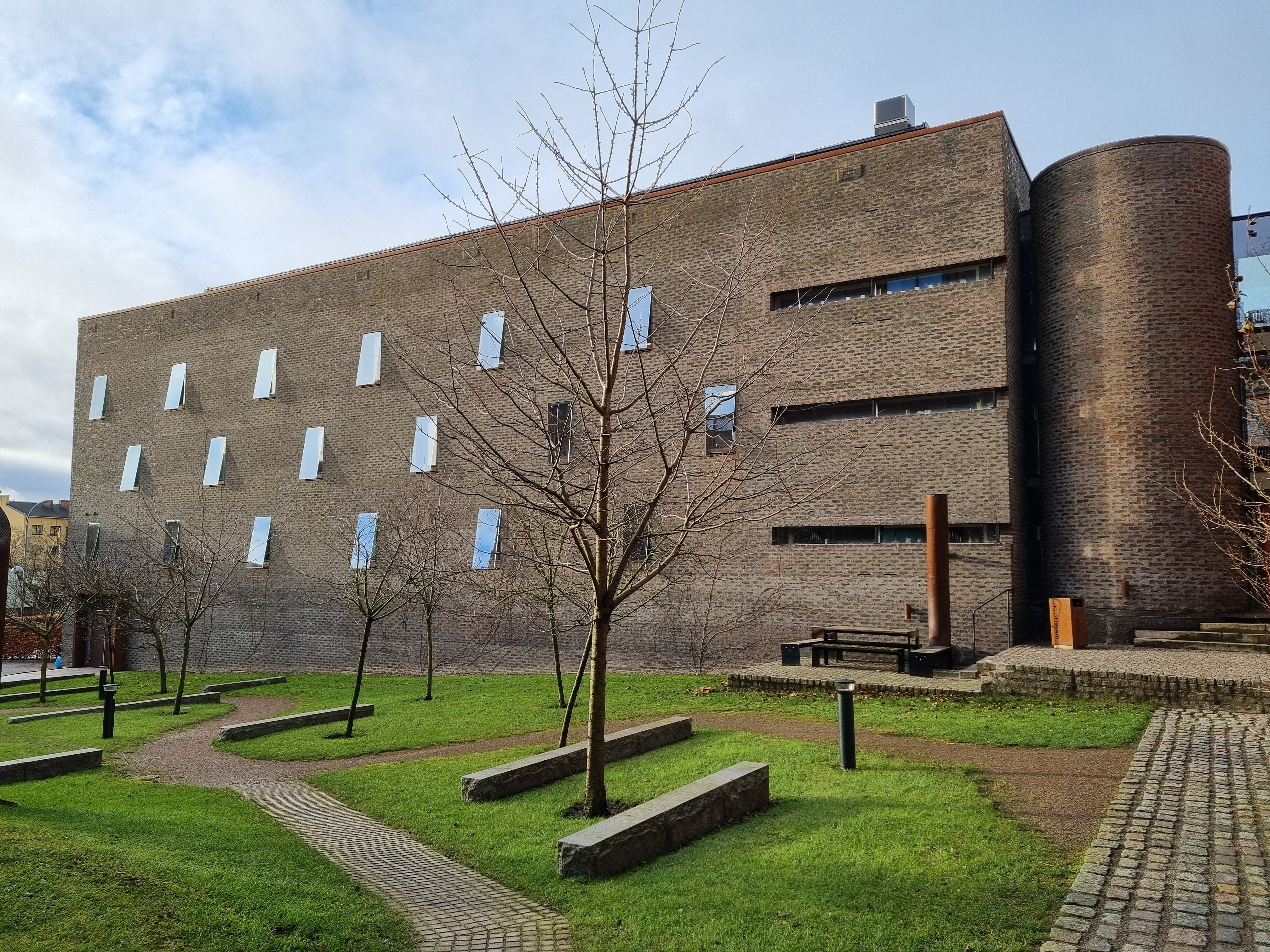
Vy över annexet från innergården.

### Landsarkivets annex
I samband med att landsarkivet behövde moderniseras och öka kapaciteten fick arkitekt Bernt Nyberg i uppdrag 1964 att rita en utbyggnad till de befintliga arkiven. I ett utredningsförslag från samma år planerades en kvadratisk gård kringbyggd av nya byggnader. Så småningom stod det klart att enbart första etappen skulle byggas inom överskådlig tid.
1971 stod annexet klart med samma längd, bredd och höjd som den gamla arkivbyggnaden. Fasaden är utformad i hårdbränt Helsingborgstegel, lagt i enkelt löpförband med 1/2 stens förskjutning. Smala, djupa fönsterslitsar sitter på långsidorna av byggnaden. På södra gaveln finns en vertikal fönsterslits. I annexets norra ände finns ett kvadratiskt och ett runt torn som inhyser hiss respektive en spiraltrappa som förbinder våningsplanen. I samma ände kopplas annexet ihop med den ursprungliga tegelbyggnaden genom ett glasparti. Volymen var till stor del fönsterlös fram tills en ombyggnad 2014 där karmlösa fönster sattes in över båda långsidorna. Byggnadens utvändiga kondensor ritade Nyberg och är tillverkad i det då nyupptäckta materialet corténstål.

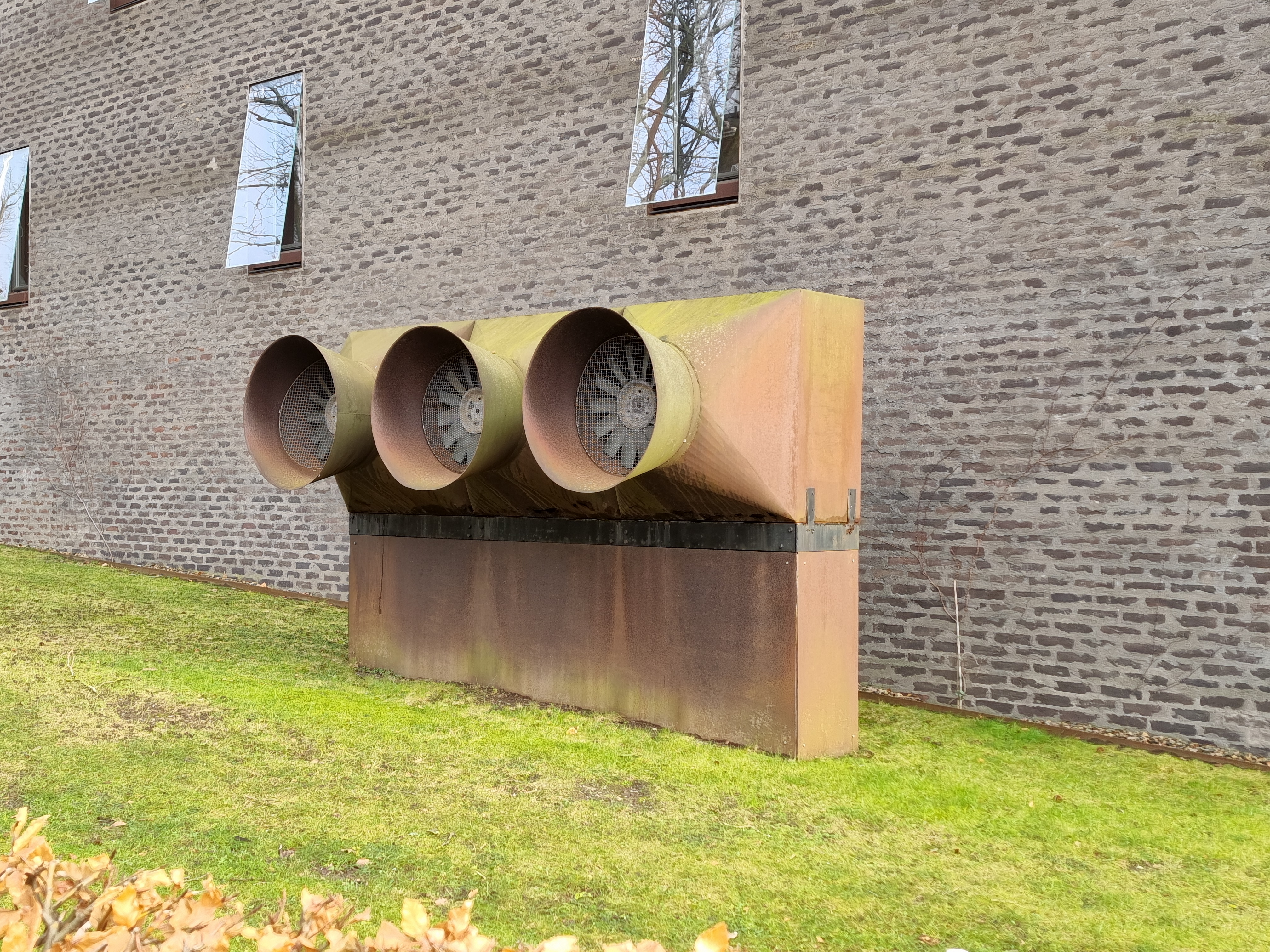
Även kondensorn till byggnaden är ritad av Bernt Nyberg i det då nya materialet corténstål.

I Nybergs beskrivning över murandet angav han att huggna tegelstenar inte fick förekomma i fasaden. Han övervakade personligen murarna så att de följde regeln, något han lärt sig av sin kollega Sigurd Lewerentz. Det blågråa cementbruket i fogarna skrapades av med en bruten tegelskärva vilket ger fasaden sitt grova uttryck. Teglet fortsätter ned till marken utan sockel, för att ge känslan av att byggnaden växer upp ur marken.
Tidskriften Arkitektur beskriver annexet som en monolitisk byggnad som syftar att spegla sitt användningsområde. Det är ett "systerfartyg" till det ursprungliga magasinet och “Nybergs mest enigmatiska verk”.

### Hus D
I samband med områdets omvandling till studentbostäder, lät Lunds Nation bygga ett nytt hus med fler bostäder. Huset ritades av Fojab arkitekter, som också översåg omvandlingen av de andra byggnaderna, och stod klart 2014.

### Skyddsbestämmelser
Området Arkivet berörs av riksintresseområdet Lund (M:K 87).
De två ursprungliga arkivbyggnaderna från 1903 samt Nybergs annex har alla skydds- och varsamhetsbestämmelser samt rivningsförbud. Gällande byggnaderna från 1903 får fasader, entrédörrar eller fönster inte ändras, med vissa undantag. Gjutjärnsstaket och träraden mot Dalbyvägen och Arkivgatan skyddas. Annexets trapphus och luftintag av corténstål ska också skyddas. Reparationer och underhåll ska ske med ursprungliga material och tekniker.
På tomten ska parkliknande karaktären mot gatorna och trädgårdskaraktären beaktas samt byggnadernas skilda karaktärer. Särdrag och värden i from av enkelheten i volymen, de stora ytorna av grova murytor, distinkta muröppningar.

## Omvandling till studentbostäder
I maj 2012 antogs en detaljplan av kommunfullmäktige i Lund som lät Landsarkivet göras om till studentbostäder. Arkitekt och generalkonsult var Fojab arkitekter och beställare var Lunds Nation Arkivet AB. Projektet färdigställdes 2014 och omfattar totalt cirka 120 studentbostäder genom ombyggnad och nybyggnad.
Det ursprungliga magasinet byggdes om interiört till studentrum med gemensamt kök samt studentlägenheter. Annexet byggdes om från magasin till studentlägenheter. Exteriört adderades fönster och en påbyggnad i form av en indragen takvåning. Detta ger några lägenheter takterrass.
Innergården har fått ny utformning som inspirerats av det tidigare utseendet. Hela omvandlingen nominerades till Region Skånes Arkitekturpris 2015.